# Fortezza di Königstein
La fortezza di Königstein (in tedesco: Festung Königstein), chiamata anche la Bastiglia sassone, è una fortezza situata su di una collina sopra la città di Königstein sulla riva sinistra del fiume Elba nei pressi di Dresda, nella Svizzera sassone, in Germania. È una delle più grandi fortificazioni costruite in cima a una collina in Europa.
La fortezza che occupa circa 9,5 ettari e sorge a 240 metri sopra l'Elba, è costituita da 50 edifici alcuni dei quali con più di 400 anni. Le mura di cinta della fortezza sono lunghe 1 800 metri con pareti alte fino a 42 metri costituite in roccia arenaria. Al centro del sito si trova un pozzo profondo 152,5 metri, che è il più profondo della Sassonia ed il secondo più profondo in Europa.
La fortezza, che per secoli è stata utilizzata come prigione statale, è stata successivamente trasformata in un museo, con 700 000 visitatori all'anno.